# Балліна (Мейо)

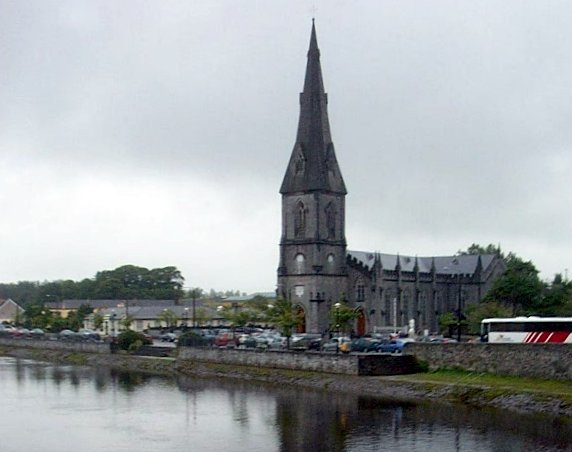
На березі річки Мой

Балліна (ірл. Béal an Átha; «гирло броду») — мале місто в Ірландії, розташоване в графстві Мейо (провінція Коннахт).

## Міста-побратими
- Скрентон
- Балліна[2]
- Піттсфілд
- Атіс-Монс